# Most Kazungula
Most Kazungula je cestni in železniški most čez reko Zambezi med državama Zambijo in Bocvano pri mestu Kazungula. Most, dolg 923 metrov in širok 18,5 metra, z najdaljšim razponom 129 metrov, povezuje mesto Kazungula v Zambiji z Bocvano. Med obema prometnima pasovoma in pešpotema je ena sama železniška proga (čeprav trenutno ni povezana), ki bo sčasoma postala del predlagane železnice Mosetse–Kazungula–Livingstone. Gradnjo mostu, ki je trajala 10 let, je nadzorovalo južnokorejsko podjetje Daewoo E&C.
Preden je bil most maja 2021 odprt za promet, je bil neposreden promet med državama mogoč le s trajektom. Most izkorišča kratko, 135 metrov dolgo mejo, ki si jo državi delita ob reki, in je ukrivljen, da se izogne bližnjim mejam Zimbabveja in Namibije.

## Zgodovina
Avgusta 2007 sta vladi Zambije in Bocvane napovedali dogovor o gradnji mostu, ki bo nadomestil obstoječi trajekt.
Gradnja projekta v vrednosti 259,3 milijona ameriških dolarjev, ki vključuje mednarodne mejne objekte v Zambiji in Bocvani, se je uradno začela 12. oktobra 2014 in jo je 10. maja 2021 zaključilo južnokorejsko gradbeno podjetje Daewoo E&C. Otvoritev je bila zaradi prometnih težav, ki jih je prizadela pandemija COVID-19, odložena.

### 2013
Leta 2013 sta vladi Bocvane in Zambije skupaj objavili povabilo k oddaji ponudb za gradnjo mostu Kazungula, katere ocenjeni stroški so 260 milijonov ameriških dolarjev, ter za enotne mejne objekte, zgrajene na obeh straneh mostu. Projekt naj bi bil delno financiran s posojilom v višini 80 milijonov dolarjev, podpisanim februarja 2013 med Zambijo in Afriško razvojno banko ter med Bocvano in Japonsko agencijo za mednarodno sodelovanje (JICA). Na tem sestanku je bilo napovedano, da bo projekt zaključen v šestih letih, ponudnik pa bo moral zagotoviti svetovalne storitve, preglede načrtov, pripravo razpisne dokumentacije, nadzor nad deli in storitve po gradnji.

### 2014
Do naslednjega leta je bilo 40 nadomestnih hiš za vaščane Lumbo pripravljenih za razdelitev, saj so se začetna gradbena dela že začela. Po besedah okrožne komisarke Kazungule Pascaline Musokotwane naj bi bilo 40 hiš in šola vaščanom predanih avgusta 2014.
Marca 2014 so bila od prvotnih šestindvajsetih prijav v ožji izbor za gradbeno ponudbo uvrščena tri podjetja. Finalisti so bili China Major Bridge Engineering Corporation, Daewoo E and C ter Shimizu-Stefanuti Joint Venture.
Avgusta 2014 je Bernard Chiwala, izvršni direktor zambijske agencije za razvoj cest, izjavil, da bo celoten gradbeni proces zaupan Bocvani in bo sofinanciran s skupnimi stroški 124,22 milijona ameriških dolarjev, končan pa naj bi bil v štirih letih, osem let manj, kot je bilo prej navedeno. V skladu s sporazumom naj bi JICA zagotovila 41,77 milijona ameriških dolarjev, ADB 78,41 milijona ameriških dolarjev, vlada Zambije pa 1,57 milijona ameriških dolarjev.
Gradnja velikega zambijskega mostu Kazungula se je začela po slovesnosti ob začetku gradnje 12. septembra 2014. Na slovesnosti, ki je potekala na bocvanski strani meje s Kazungulo, sta zambijski podpredsednik Guy Scott in njegov bocvanski kolega Ponatshego Kedikilwe pozdravila medije in izjavila, da bodo stroški znašali 259,3 milijona ameriških dolarjev, da bo končan do leta 2018 in da bo izbrani izvajalec Daewoo Engineering and Construction.

### 2018
Leta 2018 so trije predsedniki Zimbabveja, Emmerson Mnangagwa, Seretse Khama iz Bocvane in Edgar Lungu iz Zambije, pregledali napredek pri gradnji mostu Kazungula. Na tem srečanju je bilo dogovorjeno, da bo Zimbabve del druge faze projekta.
Sodelovanje Zimbabveja je bilo razkrito na tiskovni konferenci bocvanskega ministra za promet in komunikacije Kitsa Mokaile, zimbabvejskega ministra za promet in razvoj infrastrukture Jorama Gumba ter zambijske ministrice za stanovanja in razvoj infrastrukture Ronalda Chitotele.

### 2019
Marca 2019 se je gradnja ustavila, potem ko zambijska vlada podjetju Daewoo Engineering and Construction ni plačala za svoje storitve. Daewoo je izjavil, da je težava privedla do industrijske stavke zaposlenih, upravni direktor Hong Seouk Park pa je izjavil, da so te finančne omejitve vse težje vzdrževale tekoče stroške podjetja. Bocvana je plačala za projekt, Zambija pa ne, kar pomeni, da je bilo dolga skupaj 14,84 milijona ameriških dolarjev.
Maja 2019 je zambijski predsednik Edgar Lungu izjavil, da je projekt »78-odstotno končan« in je optimističen, da bo projekt zaključen po načrtih.
Do novembra 2019 je svetovalec, gospod Kobamelo Kgoboko, dejal, da je bil projekt 91,92-odstotno končan, pri čemer je bila bocvanska stran 98,7-odstotno končana, zambijska stran pa 80,5-odstotno. Navedeno je bilo tudi, da je bilo 6 od 8 stebrov končanih. Vendar je bilo napovedano, da bo projekt prestavljen na junij 2020, kar pomeni, da se bo projekt odprl 10 mesecev pozneje.

### 2020
Oktobra 2020 je bocvansko ministrstvo za promet in komunikacije izjavilo, da sta most in dostopne rampe dokončana, pri čemer je bocvanski mejni prehod dokončan 98,44 %, kar je stalo 38,4 milijona ameriških dolarjev, zambijski mejni prehod pa 99,40 %, kar je stalo 13,1 milijona ameriških dolarjev.
Decembra je zambijski minister za stanovanja in razvoj infrastrukture Vincent Mwale izjavil, da je Zambija plačala skupno 82,3 milijona ameriških dolarjev, dodatnih 73,7 milijona ameriških dolarjev pa je bilo sproščenih decembra, do konca leta pa bo treba plačati še 8,7 milijona ameriških dolarjev. Te izjave so bile odgovor na obtožbe, da zambijska vlada ni plačala svojih obveznosti in da ne bo izpolnila neporavnanega zneska, ki ga je dolgovala izvajalcu. Vincent Mwale je nadaljeval, da »bi rad uradno poudaril, da trditve, ki trenutno krožijo po družbenih omrežjih, da zambijska vlada ni plačala svojih obveznosti in da ne bo izpolnila neporavnanega zneska, ki ga je dolgovala izvajalcu, niso pravilne«.

### 2021
Most je bil uradno odprt 10. maja 2021.
Med otvoritveno slovesnostjo so bocvanski in zambijski uradniki skupaj s predsednikom Bocvane Mokgweetsijem Masisijem in zambijskim predsednikom Edgarjem Lungujem čestitali za dokončanje projekta. Prisotni so bili tudi predsednik Demokratične republike Kongo (DRK) Felix Tshisekedi, predsednik Mozambika Filipe Nyusi in predsednik Zimbabveja Emmerson Mnangagwa.

### 2024
Odsek železniške proge čez most Kanzungula je trenutno izoliran od zambijskega in bocvanskega železniškega omrežja, vendar naj bi bil vključen v predlagano železnico Mosetse–Kazungula–Livingstone. 